# Fan Si Pan
Fan Si Pan (vietnamesisk: Phan Xi Păng) er det højeste bjerg i Vietnam. Bjerget måler 3.143 meter over havets overflade, og ligger i den nordvestlige del af Vietnam nær grænsen til Laos og Kina.
Det er lettest at komme dertil med bus eller tog fra Hanoi. At klatre til toppen tager normalt to eller tre dage.
| Bjerg | Spire Denne artikel om et bjerg eller en bjergkæde er en spire som bør udbygges. Du er velkommen til at hjælpe Wikipedia ved at udvide den. |

22°18′12″N 103°46′30″Ø / 22.3033°N 103.775°Ø